# Бжезова (Бохенський повіт)
Бжезова (пол. Brzezowa) — село в Польщі, у гміні Лапанув Бохенського повіту Малопольського воєводства.
Населення — 350 осіб (2011).
У 1975-1998 роках село належало до Тарновського воєводства.

## Демографія
Демографічна структура станом на 31 березня 2011 року:
|          | Загалом | Допрацездатний вік | Працездатний вік | Постпрацездатний вік |
| -------- | ------- | ------------------ | ---------------- | -------------------- |
| Чоловіки | 182     | 48                 | 123              | 11                   |
| Жінки    | 168     | 32                 | 103              | 33                   |
| Разом    | 350     | 80                 | 226              | 44                   |